# Нові Терешковичі
Нові Терешковичі (біл. Новыя Цярэшкавічы) — село в Терешковицькій сільській раді Гомельському районі Гомельської області Республіки Білорусь.

## Географія

### Розташування
За 13 км від залізничної станції Терюха (на лінії Гомель — Чернігів), 22 км на південь від Гомеля.

## Гідрографія
На річці Сож (притока річки Дніпро).

## Транспортна мережа
Транспортні зв'язки степовою, потім автомобільною дорогою Старі Яриловичі — Гомель. Планування складається із довгої дугоподібної, майже меридіональної вулиці, забудованої двосторонньо, нещільно дерев'яними будинками садибного типу.

## Історія
Виявлене археологами городище (за 0,7 км на схід від села) свідчить про заселення цих місць з давніх-давен. За писемними джерелами відома з XVIII століття як село у володінні поміщиків В.А. Климовича, О. Серафимовича, О. Ржецький. З середини ХІХ століття діяла переправа через Сож вантажністю до 150 пудів. Будувалися річкові судна (берлінці). У 1877 та 1879 роках відкрито 3 цукрові та цегельні заводи. Сільські діти навчалися у школі грамоти. Згідно з переписом 1897 року розташовувалися: 2 водяні млини, 2 сукновальні, 2 кузні, лавка, трактир, у Дятловицькій волості Гомельського повіту Могильовської губернії. Школа грамоти була перетворена на народне училище (1907 року 64 учні). В 1909 році 2139 десятин землі.
1926 року працювали поштове відділення, 4-річна школа. З 8 грудня 1926 року по 4 серпня 1927 року центр Новотерешковицької сільради Дятловицького, з 4 серпня 1927 року Гомельського району Гомельського округу. У 1930 році організовано колгосп «Іскра», працювали водяний млин, кузня. Під час німецько-радянської війни у вересні 1943 року німецькі окупанти спалили 84 двори, убили 12 мешканців. 28 вересня 1943 року 19-й стрілецький корпус відразу форсував річку Сож і наступного дня звільнив село. У цій операції відзначився сапер С.А. Самородов, який під ворожим вогнем на чолі групи саперів відновив пошкоджений міст (ушанований званням Героя Радянського Союзу). 45 мешканців загинули на фронті. 1959 року у складі радгоспу «Новобілицький» (центр — село Терешковичі). Розташовані фельдшерсько-акушерський пункт та клуб.

## Населення

### Чисельність
- 2009 — 149 мешканців.